# زامسه
زامسه شهری در شهرستان تیکاره در استان بام در بورکینافاسوی شمالی است و جمعیت آن ۶۴۱ نفر است.